# Florian Kath
Florian Kath est un footballeur allemand, né le 21 octobre 1994 à Balingen (Allemagne), évoluant au poste d'ailier gauche au FC Magdebourg.

## Biographie
Né le 21 octobre 1994 à Balingen, Florian Kath commence le football au TSG Balingen à l’âge de cinq ans. Il fait ses débuts avec l’équipe première du club de sa ville natale, qui évolue alors en cinquième division allemande au cours de la saison 2011-2012, avant de devenir titulaire au cours de la saison suivante. Ses performances attirent les regards du SC Fribourg, qui l’engage en 2013 pour sa deuxième équipe. Engagé comme arrière latéral, son rôle devient de plus en plus offensif.
En 2015, il profite du départ de Sebastian Freis pour entrer dans le cadre de la première équipe du club fribourgeois. Il joue son premier match de Bundesliga en février 2015. Après avoir connu une relégation, puis une remontée directe accompagnée d’un titre de champion d’Allemagne de deuxième division, Florian Kath est prêté, durant la saison 2016-2017, au FC Magdebourg, qui milite alors en 3. Liga. Après avoir joué 24 matchs de Bundesliga au cours de la saison 2017-2018, il est gêné par diverses blessures qui lui font manquer les deux saisons suivantes,.

## Statistiques
| Saison                | Club                  | Championnat                | Championnat | Championnat | Coupe(s) nationale(s) | Coupe(s) nationale(s) | Total | Total |
| Saison                | Club                  | Division                   | M.          | B.          | M.                    | B.                    | M.    | B.    |
| 2011-2012             | TSG Balingen          | Oberliga Baden-Württemberg | 7           | 0           | -                     | -                     | 7     | 0     |
| 2012-2013             | TSG Balingen          | Oberliga Baden-Württemberg | 31          | 6           | -                     | -                     | 31    | 6     |
| Sous-total            | Sous-total            | Sous-total                 | 38          | 6           | -                     | -                     | 38    | 6     |
| 2013-2014             | SC Fribourg II        | Regionalliga Südwest       | 27          | 1           | -                     | -                     | 27    | 1     |
| 2014-2015             | SC Fribourg II        | Regionalliga Südwest       | 25          | 3           | -                     | -                     | 25    | 3     |
| 2015-2016             | SC Fribourg II        | Regionalliga Südwest       | 16          | 5           | -                     | -                     | 16    | 5     |
| 2017-2018             | SC Fribourg II        | Regionalliga Südwest       | 1           | 2           | -                     | -                     | 1     | 2     |
| 2019-2020             | SC Fribourg II        | Regionalliga Südwest       | 2           | 0           | -                     | -                     | 2     | 0     |
| Sous-total            | Sous-total            | Sous-total                 | 71          | 11          | -                     | -                     | 71    | 11    |
| 2014-2015             | SC Fribourg           | Bundesliga                 | 1           | 0           | -                     | -                     | 1     | 0     |
| 2015-2016             | SC Fribourg           | 2. Bundesliga              | 4           | 0           | -                     | -                     | 4     | 0     |
| 2017-2018             | SC Fribourg           | Bundesliga                 | 24          | 1           | 2                     | 0                     | 26    | 1     |
| Sous-total            | Sous-total            | Sous-total                 | 29          | 1           | 2                     | 0                     | 31    | 1     |
| 2016-2017             | FC Magdebourg (prêt)  | 3. Liga                    | 19          | 3           | -                     | -                     | 19    | 3     |
| 2020-2021             | FC Magdebourg (prêt)  | 3. Liga                    | 10          | 0           | -                     | -                     | 10    | 0     |
| Sous-total            | Sous-total            | Sous-total                 | 29          | 3           | 0                     | 0                     | 29    | 3     |
| 2021-2022             | FC Magdebourg         | 3. Liga                    | 17          | 2           | 1                     | 0                     | 18    | 2     |
| Sous-total            | Sous-total            | Sous-total                 | 17          | 2           | 1                     | 0                     | 18    | 2     |
| Total sur la carrière | Total sur la carrière | Total sur la carrière      | 184         | 23          | 3                     | 0                     | 187   | 23    |

## Palmarès
- Champion d'Allemagne de D2 en 2016 avec le SC Fribourg